# Dušan Sepeši
Dušan Sepeši (* 12. ledna 1955) je bývalý slovenský fotbalista, záložník.

## Fotbalová kariéra
V československé lize hrál za ZVL Žilina. Nastoupil ve 32 utkáních a dal 2 ligové góly. Ve druhé nejvyšší soutěži hrál i za Slovan Agro Levice a Agro Hurbanovo.

## Ligová bilance
| Ročník                                      | Zápasy | Góly | Klub               |
| ------------------------------------------- | ------ | ---- | ------------------ |
| 1. československá fotbalová liga 1976/77    | 18     | 1    | ZVL Žilina         |
| 1. československá fotbalová liga 1977/78    | 14     | 1    | ZVL Žilina         |
| 1. slovenská národní fotbalová liga 1981/82 | 13     | 1    | Slovan Agro Levice |
| 1. slovenská národní fotbalová liga 1986/87 | 17     | 2    | Agro Hurbanovo     |
| 1. slovenská národní fotbalová liga 1987/88 | 7      | 0    | Agro Hurbanovo     |
| CELKEM 1. liga                              | 32     | 2    |                    |